# Ljusdals socken
Ljusdals socken i Hälsingland ingår sedan 1971 i Ljusdals kommun och motsvarar från 2016 Ljusdals distrikt.
Socknens areal är 1 183,27 kvadratkilometer, varav 1 089,76 land (inkluderande köpingens 5,82). År 2000 fanns här 10 216 invånare. Tätorterna Hybo, Nore och Tallåsen samt tätorten och kyrkbyn Ljusdal med sockenkyrkan Ljusdals kyrka ligger i socknen. 

## Administrativ historik
Ljusdals socken har medeltida ursprung. 10 februari 1852 utbröts Ramsjö socken. 
Vid kommunreformen 1862 övergick socknens ansvar för de kyrkliga frågorna till Ljusdals församling och för de borgerliga frågorna bildades Ljusdals landskommun. Ur landskommunen utbröts 1914 Ljusdals köping. Den kvarvarande delen av landskommunen inkorporerades 1963 i köpingen. Området ingår sedan 1971 i Ljusdals kommun. Församlingen ingår sedan 2002 i Ljusdal-Ramsjö församling.
1 januari 2016 inrättades distriktet Ljusdal, med samma omfattning som församlingen hade 1999/2000.
Socknen har tillhört fögderier, tingslag och domsagor enligt vad som beskrivs i artikeln Hälsingland. De indelta soldaterna tillhörde Hälsinge regemente, Jerfsö kompani.

## Geografi

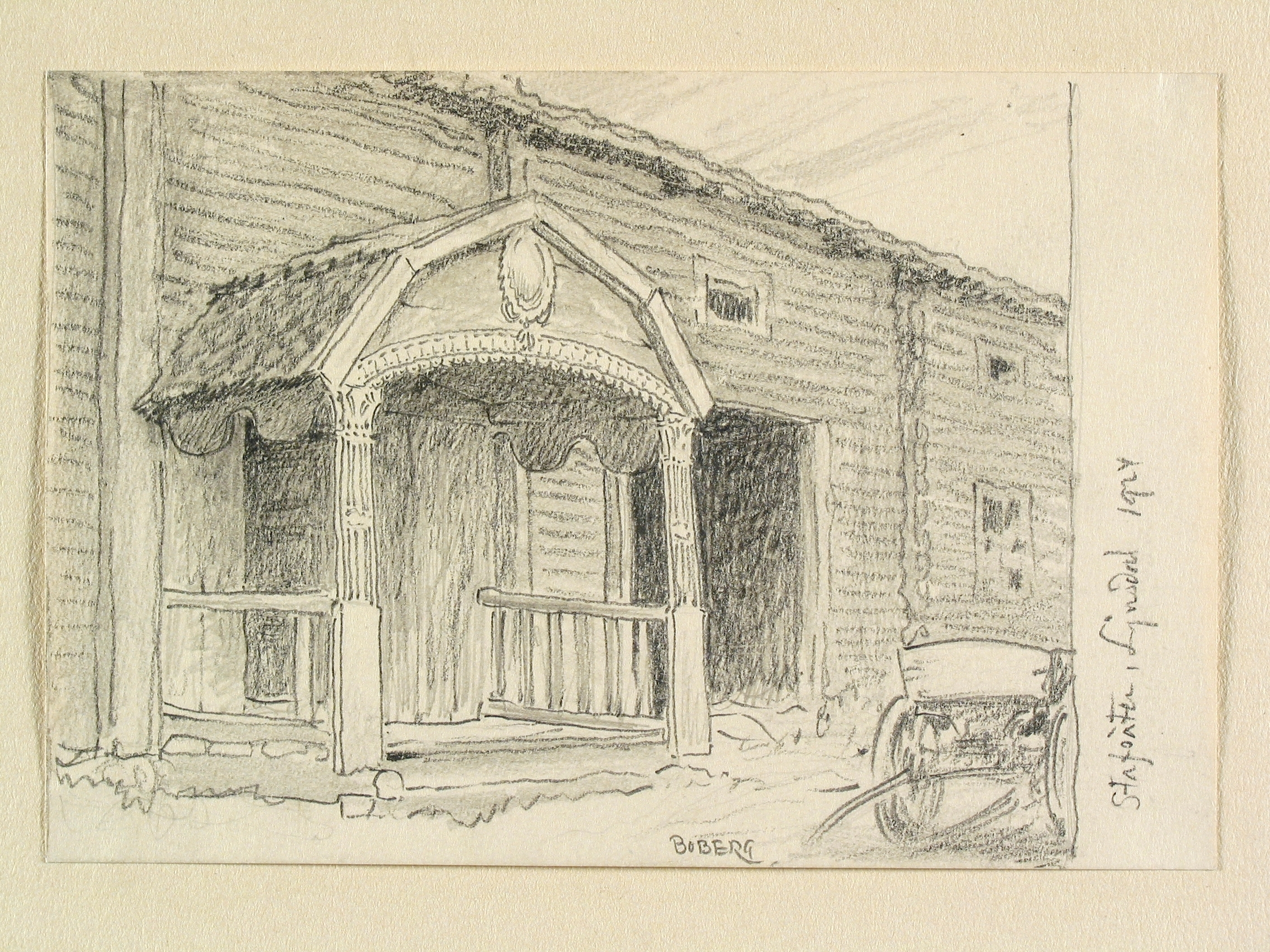
Stavsäter, Ljusdals socken. Teckning av Ferdinand Boberg 1924.

Ljusdals socken ligger kring Letån, Letsjön och Hennan med Ljusnan i söder. Socknen har odlingsbygd vid vattendragen och sjöarna omgiven av kuperad skogsbygd som i Skarpen når 565 meter över havet.

## Fornlämningar
Från stenåldern finns fem boplatser. Den har vidare ett litet gravfält på en udde i Storsjön samt fångstgropar från fångstkulturen. Det finns, i centralbygden, tre gravhögar från järnåldern. Dessutom finns ungefär 30 platser med slagg efter lågteknisk järnframställning. Den nuvarande bygden är till stor del från medeltiden.

## Namnet
Namnet (1314 Lyusdal) innehåller i förleden adjektivet ljus och i efterleden dal, syftande på Ljusnans dalgång.

## Befolkningsutveckling
| Befolkningsutvecklingen i Ljusdals socken 1750–1990                                                                                                 | Befolkningsutvecklingen i Ljusdals socken 1750–1990 | Befolkningsutvecklingen i Ljusdals socken 1750–1990 | Befolkningsutvecklingen i Ljusdals socken 1750–1990 | Befolkningsutvecklingen i Ljusdals socken 1750–1990 |
| --- | --------------------------------------------------- | --------------------------------------------------- | --------------------------------------------------- | --------------------------------------------------- |
| |                                                     |                                                     |                                                     |                                                     |
| År |                                                     |                                                     | Folkmängd                                           |                                                     |
| 1750 | 1750                                                |                                                     | 1 840                                               |                                                     |
| 1760 | 1760                                                |                                                     | 2 056                                               |                                                     |
| 1769 | 1769                                                |                                                     | 2 165                                               |                                                     |
| 1780 | 1780                                                |                                                     | 2 463                                               |                                                     |
| 1790 | 1790                                                |                                                     | 2 807                                               |                                                     |
| 1800 | 1800                                                |                                                     | 3 030                                               |                                                     |
| 1810 | 1810                                                |                                                     | 3 212                                               |                                                     |
| 1820 | 1820                                                |                                                     | 3 422                                               |                                                     |
| 1830 | 1830                                                |                                                     | 3 776                                               |                                                     |
| 1840 | 1840                                                |                                                     | 4 058                                               |                                                     |
| 1850 | 1850                                                |                                                     | 4 492                                               |                                                     |
| 1860 | 1860                                                |                                                     | 4 267                                               |                                                     |
| 1870 | 1870                                                |                                                     | 4 626                                               |                                                     |
| 1880 | 1880                                                |                                                     | 5 788                                               |                                                     |
| 1890 | 1890                                                |                                                     | 8 485                                               |                                                     |
| 1900 | 1900                                                |                                                     | 9 620                                               |                                                     |
| 1910 | 1910                                                |                                                     | 10 297                                              |                                                     |
| 1920 | 1920                                                |                                                     | 11 014                                              |                                                     |
| 1930 | 1930                                                |                                                     | 11 283                                              |                                                     |
| 1940 | 1940                                                |                                                     | 10 546                                              |                                                     |
| 1950 | 1950                                                |                                                     | 11 082                                              |                                                     |
| 1960 | 1960                                                |                                                     | 11 294                                              |                                                     |
| 1970 | 1970                                                |                                                     | 10 461                                              |                                                     |
| 1980 | 1980                                                |                                                     | 10 642                                              |                                                     |
| 1990 | 1990                                                |                                                     | 10 633                                              |                                                     |
| Anm: Tabellen inkluderar Ramsjö fram till 1850. Källor: Umeå universitet - Tabellverket 1749-1859, Demografiska databasen, CEDAR, Umeå universitet. |                                                     |                                                     |                                                     |                                                     |